# Ronee Blakley
Ronee Blakley (ur. 24 sierpnia 1945 w Caldwell, stan Idaho) – amerykańska aktorka, wokalistka i kompozytorka.
W 1975 roku otrzymała nagrodę National Board of Review w kategorii „najlepsza aktorka drugoplanowa” w filmie Roberta Altmana, Nashville. Rok później, za ten sam film, była nominowała do: Oscara za drugoplanową rolę kobiecą, nagrody filmowej Złoty Glob w kategoriach „najlepsza aktorka drugoplanowa” i „najbardziej obiecująca nowa aktorka” oraz nagrody BAFTA za „najlepszą aktorkę drugoplanową”. W tym samym roku, wraz z Karen Black, Keith Carradine, otrzymała nominację do nagrody Grammy za „najlepszy album z oryginalną ścieżką dźwiękową napisaną dla filmu kinowego lub na potrzeby specjalnego programu telewizyjnego” również za film Nashville.
Wcieliła się w postać Marge Thompson w klasycznym horrorze Koszmar z ulicy Wiązów.
W latach 1979–1981 była żoną Wima Wendersa.

## Filmografia
- 1970: Wilbur and the Baby Factory
- 1975: Nashville
- 1977:
  - Mannikin, piosenkarka
  - The Private Files of J. Edgar Hoover, Carrie DeWitt
  - She Came to the Valley, Willy Westall
- 1978:
  - Renaldo and Clara, pani Dylan
  - Kierowca (The Driver)
- 1979: Good Luck, Miss Wyckoff, Betsy
- 1980: Kula z Baltimore (The Baltimore Bullet), Carolina Red
- 1984: Koszmar z ulicy Wiązów (A Nightmare on Elm Street), Marge Thompson
- 1987:
  - Student Confidential, Jenny Selden
  - Kochać i być kochanym (Someone to Love)
  - Powrót do miasteczka Salem (A Return to Salem's Lot), Sally
- 1990: Murder by Numbers, Faith

Źródło:.